# پارک مفاخر باکو
پارک مفاخر باکو مکانی در باکو پایتخت جمهوری آذربایجان است که آرامگاه سیاست‌مداران و دانشمندان و مفاخر جمهوری آذربایجان و به‌صورت محدود سایر آذربایجانی‌هاست. تندیس هر یک از شخصیت‌های این پارک که محلِ دفنِ ۲۴۲ مورد است، بر سر قبورشان نصب گردیده‌است. پارک مفاخر در تاریخ ۲۷ اوت ۱۹۴۸ توسط کابینه‌ی وزیران جمهوری سوسیالیستی آذربایجان شوروی بنیاد‌گذاری شده‌است.
نامدارانی چون حیدر علی‌اف، ابوالفضل ایلچی‌بیگ، رشید بهبودوف، جلیل محمدقلی‌زاده، علی نظمی، سید جعفر پیشه‌وری، عظیم عظیم‌زاده، شوکت علی‌اکبروا در این مکان دفن شده‌اند.

## نگارخانه

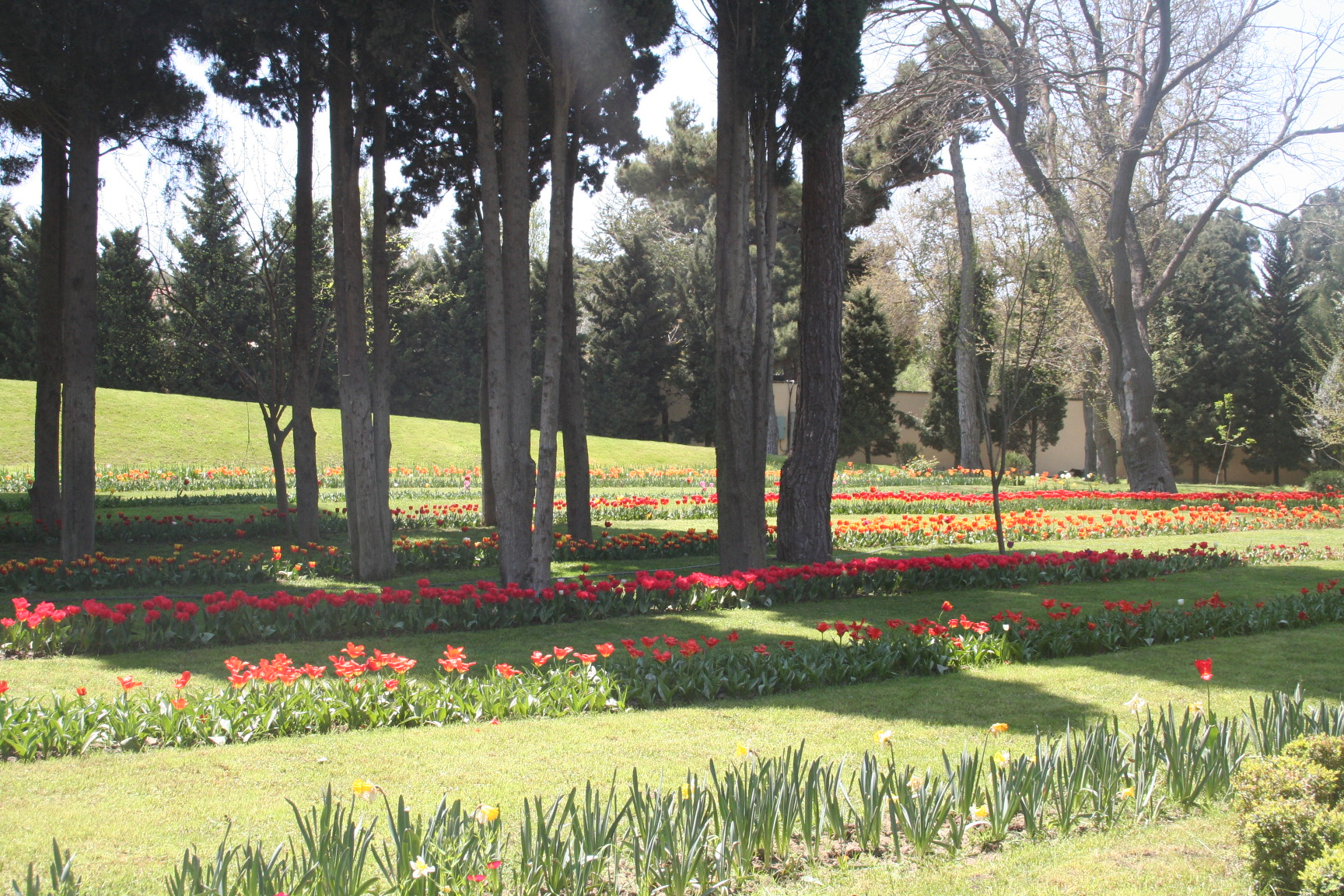
Flower lane.